# Борувек (гміна Лятович)
Борувек (пол. Borówek) — село в Польщі, у гміні Лятович Мінського повіту Мазовецького воєводства.
Населення — 68 осіб (2011).

## Демографія
Демографічна структура станом на 31 березня 2011 року:
|          | Загалом | Допрацездатний вік | Працездатний вік | Постпрацездатний вік |
| -------- | ------- | ------------------ | ---------------- | -------------------- |
| Чоловіки | 37      | 9                  | 23               | 5                    |
| Жінки    | 31      | 3                  | 20               | 8                    |
| Разом    | 68      | 12                 | 43               | 13                   |